# عماد العلمي
عماد خالد نامق العلمي (أبو همام؛ 1956 - 2018) هوَ أحد مُؤسسي حركة حماس في فلسطين وعُضو القيادة السياسية في الحركة. وُلدَ في مدينة غزة عام 1956، وهو حاصل على شهادة البكالوريوس في الهندسة المدنية من جامعة الإسكندرية في مصر.

## حياته
- متزوج وله ستة من الأبناء.[7]
- اعتقل في الانتفاضة الأولى سنتين من 1988 – 1990م، وكانت تهمته التنظيم والتحريض من خلال اللجنة الإعلامية لحركة حماس، وتضمنت لائحة الاتهام "القيام بنشاطات إعلامية بغرض تخليد أعمال "حماس").
- تم إبعاده من قطاع غزة على أيدي الاحتلال بتاريخ كانون الثاني/يناير 1991م.

## العمل السياسي
- كان ممثلا لحركة المقاومة الإسلامية حماس في جمهورية إيران الإسلامية.
- عام 2012 غادر سوريا إلى قطاع غزة ليستقر في القطاع بعد إبعاد دام 20 عاما.[8]
- انتخبته حركة حماس نائبا إسماعيل هنية رئيس الحركة في قطاع غزة بعد وصوله قطاع غزة.[6]

## إصابته
خلال حرب الإسرائيلية الثالثة على قطاع غزة حرب العصف المأكول صيف 2014 أصيب المهندس عماد العلمي في إحدى قدميه أدت الإصابة إلى بترها واضطر إلى السفر إلى تركيا للعلاج وتركيب طرف صناعي هناك وعودته إلى قطاع غزة في 27 مايو 2015م، وكان برفقته موسى أبو مرزوق وكان في استقبالهما إسماعيل هنية، وقد تمكن على الرغم من إصابته من مغادرة القطاع بسرية تامة.

## وفاته
تُوفي في 30 يناير 2018 متأثرًا بجراح أُصيب بها قبل أكثر من أسبوعين من وفاته، حيثُ أصيب في 9 يناير 2018 بطلق ناري في الرأس أثناء تفقده لسلاحه الشخصي في بيته.